# 科目
科目（かもく）とは、あるものを区分した1つのことである。

## 教育における科目
授業科目
授業科目という用語は、特に教育で用いられることが多く、高等学校や中等教育学校などの後期中等教育で、教科は複数の科目で構成されている。また、大学などの高等教育では、必修科目の他に、科目群を設けてその科目を選択履修することによって教育を受ける。
- 小学校

国語、算数、理科、社会、英語等
- 中学校

国語、数学、理科、社会、英語等
- 高等学校

現代文、古文、漢文、数学Ⅰ、数学Ⅱ、数学Ⅲ、数学A、数学B、物理、化学、生物学、地学、世界史、日本史、政治・経済、コミュニケーション英語、英語表現等
学科目
学科目とは、学術の分野のことである。高等教育においては、教育に必要とされる学科目に基づいて、教員組織が編成されることもある。
試験科目
試験科目とは、試験などで課される項目のことである。